# Sylvie Bermann
Pour les articles homonymes, voir Bermann.
Sylvie Bermann, née le 19 octobre 1953 à Salins-les-Bains (Jura), est une diplomate française, élevée à la dignité d'ambassadrice de France.
De 2011 à 2019, elle est ambassadrice de France dans trois pays membres permanents du Conseil de Sécurité des Nations unies : la Chine (2011-2014), le Royaume-Uni (2014-2017), puis la Russie (2017-2019). Elle est à chaque fois la première femme à occuper ces fonctions.

## Biographie

### Origine et formation
Fille d'avocats, elle compte une grand-mère russe.  
Diplômée de l'université Paris-Sorbonne, de l’Institut d'études politiques de Paris (1978, section Relations internationales), de l’institut national des langues et civilisations orientales (chinois) et de l’université des langues et des cultures de Pékin, Sylvie Bermann a commencé sa carrière diplomatique en 1979, après un cursus marqué par une année d’études en Chine populaire en 1976, l’année de la mort du président Mao Zedong. 

### Diplomate de carrière
Elle commence sa carrière comme vice-consule au consulat général de France à Hong Kong, de 1979 à 1980. Elle part ensuite à Pékin, nommée troisième, puis deuxième secrétaire à l’ambassade de France en Chine, de 1980 à 1982. De retour en France à la direction d’Asie et Océanie au Quai d’Orsay, elle y supervise le dossier Chine - Hong Kong - Taïwan. En 1986, elle est nommée deuxième conseillère à l’ambassade de France à Moscou. De 1989 à 1992, Sylvie Bermann revient au Quai d'Orsay pour y diriger la sous-direction chargée de l’Asie du Sud-Est. 
En 1992, elle est nommée deuxième conseillère à la mission permanente de la France auprès de l’Organisation des Nations unies à New York. En 1996, elle rentre en France comme chef du service de la politique étrangère et de sécurité commune, avant d'être nommée, en 2002, à Bruxelles ambassadrice, représentante permanente de la France auprès de l’Union de l'Europe occidentale et du comité politique et de sécurité (« COPS ») de l’Union européenne.
De décembre 2005 à février 2011, elle est à la tête de la direction des Nations unies, des organisations internationales, des droits de l’Homme et de la Francophonie (NUOI) au ministère des Affaires étrangères.

### Ambassadrice de France
Sylvie Bermann est nommée ambassadrice de France en Chine, le 23 février 2011, succédant à Hervé Ladsous,,. Elle devient alors la première femme à occuper les fonctions d’ambassadrice de France auprès d’un pays membre permanent du Conseil de sécurité des Nations unies.
Le 31 juillet 2014, Laurent Fabius annonce la nomination de Sylvie Bermann au poste d'ambassadrice de France à Londres où, le 21 août 2014, elle succède à Bernard Émié et organise le démantèlement des services consulaires français en Écosse. À la suite de l'élection d'Emmanuel Macron à la présidence de la République en 2017, Sylvie Bermann est remplacée par Jean-Pierre Jouyet et est nommée ambassadrice à Moscou .

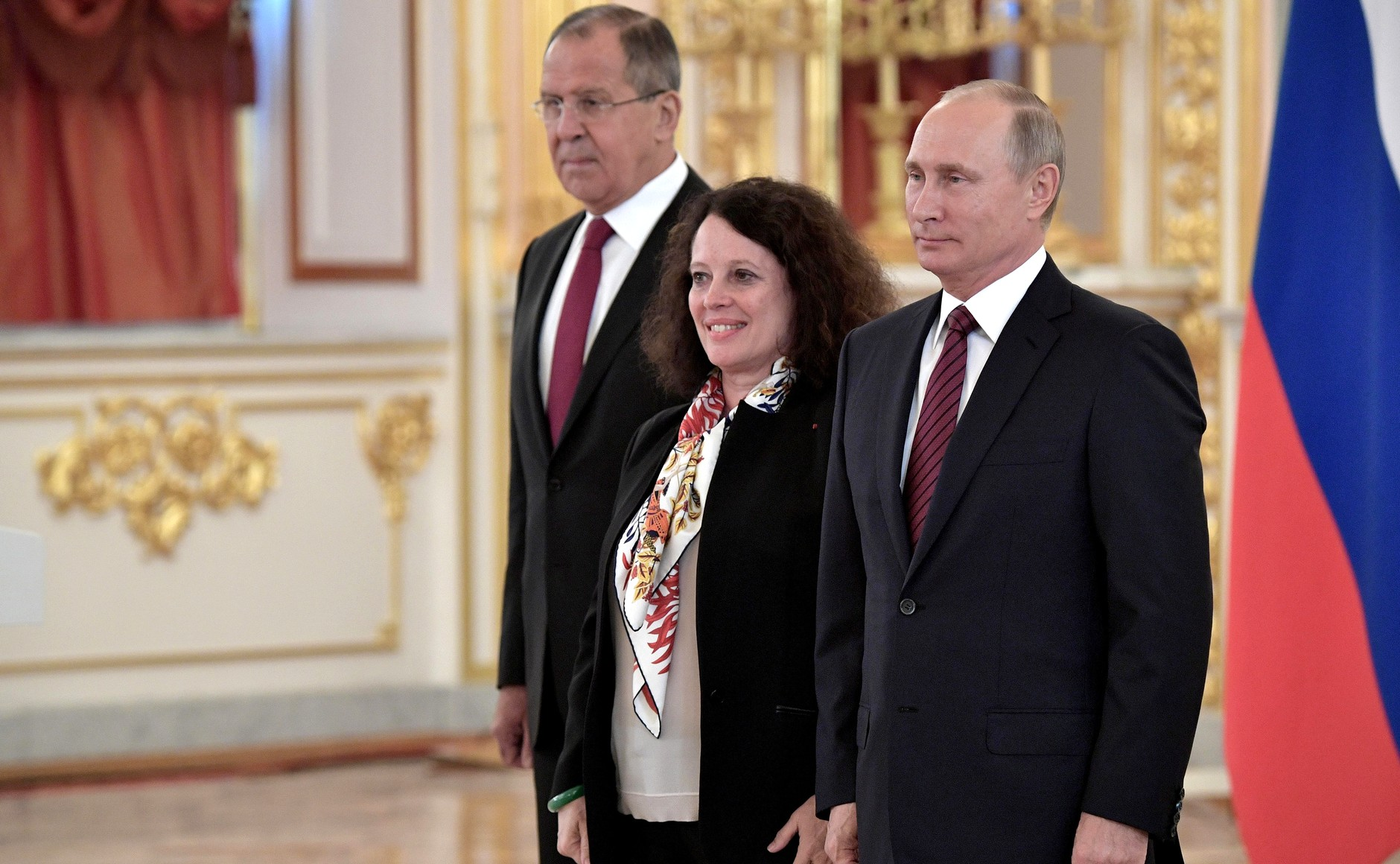
Le ministre des Affaires étrangères russe Sergueï Lavrov, Sylvie Bermann et le président Vladimir Poutine en 2017.

En mars 2017, elle publie La Chine en eaux profondes, livre dans lequel elle expose sa vision de la Chine, ainsi que les changements profonds survenus dans ce pays en trente ans, depuis les années 1970 jusqu'à nos jours,,,,.
Le 19 juin 2019, Sylvie Bermann est élevée en Conseil des ministres à la dignité d’ambassadrice de France, grade le plus élevé de la carrière diplomatique (elle préfère le terme d'ambassadeur à celui d'« ambassadrice », historiquement réservé aux épouses d'ambassadeurs). Elle est la première femme élevée à cette dignité.

### Retraite
En décembre 2019, Sylvie Bermann est admise à faire valoir ses droits à la retraite et quitte ses fonctions d’ambassadrice de France en Russie. 
Par décret du 24 janvier 2020, elle est nommée présidente du conseil d'administration de l'Institut des hautes études de Défense nationale (IHEDN).
Depuis 2020, elle est consultante pour la chaîne de télévision LCI et intervient également sur d’autres plateaux télévisés.

## Distinctions

### Dignité
- Ambassadrice de France en 2019[17].

### Décorations
- Commandeur de la Légion d'honneur (2022)[21] ; officier (2012)[22] ; chevalier (2003)[23]).
- Commandeur de l'ordre national du Mérite (2019)[24] ; officier (2008)[25] ; chevalier (1996)[26].

## Publications
- La Chine en eaux profondes, Paris, Stock, coll. « Essais — documents », mars 2017, 352 p. (ISBN 9782234079748).
- Goodbye Britannia, Paris, Stock, coll. « Essais — documents », janvier 2021, 260 p. (ISBN 9782234084490).
- Madame l'ambassadeur : De Pékin à Moscou, Une vie de diplomate, Tallandier, 2022, 336 p.  (ISBN 9791021046436).

### Articles convexes
- Liste des ambassadeurs de France en Chine
- Liste des ambassadeurs de France au Royaume-Uni
- Liste des ambassadeurs de France en Russie

### Presse
- Interview de l'ambassadeur Sylvie Bermann dans le Financial Times
- Interview de l'ambassadeur Sylvie Bermann dans le Times
- Interview de l'ambassadeur Sylvie Bermann dans l'Evening Standard 2016
- Interview de l'ambassadeur Sylvie Bermann dans l'Evening Standard 2014